# Templo E (Selinunte)
El Templo E (en italiano: Tempio E) en Selinunte (Sicilia), es un templo griego de orden dórico. Se encuentra sobre una colina al este de la acrópolis de la ciudad. 

## Historia
Al Templo E se le conoce también como el Templo de Hera, ya que una inscripción encontrada en una estela votiva  indica que fue dedicado a Hera. Sin embargo, algunos eruditos sostienen que debió haber sido dedicado a Afrodita, de acuerdo con estructuras paralelas.. Fue construido hacia mediados del siglo VI a. C. sobre los cimientos de un edificio más antiguo. Es el mejor conservado de los templos de Selinunte. No se sabe con certeza cuál era su deidad, pero se cree que estaba dedicado a Hera, Debido a esta incertidumbre, el edificio se conoce tradicionalmente en la investigación por su acrónimo, pero su aspecto actual es el resultado de la anastilosis (una reconstrucción realizada con el material original), que se llevó a cabo de forma polémica entre 1956 1959 por el arqueólogo italiano Jole Bovio Marconi. La restauración, en cualquier caso, lo ha convertido en el más impresionante de los templos de Selinunte en la actualidad.
Al parecer, hubo dos templos anteriores en el mismo emplazamiento, el primero de los cuales fue destruido por un incendio en el 510 a. C.
El templo fue excavado en 1823 por los arquitectos británicos Samuel Angell y William Harris. Las ruinas del edificio fueron restauradas sustancialmente entre 1956 y 1959, convirtiéndolo en el más impresionante de los templos de Selinus en la actualidad.

## Descripción
El templo períptero pertenece a la época de transición del período arcaico al clásico. Tiene un peristilo de 25,33 m de ancho por 67,82 m de largo con seis columnas en el frente (hexástilo) y quince en los laterales largos. Las columnas miden 10,19 m de alto cada una y tienen numerosos restos del estuco que las recubría originalmente. Como resultado, la planta es inusualmente alargada. Se trata de un templo caracterizado por múltiples escaleras que crean un sistema de niveles sucesivos: diez escalones conducen a la entrada en la parte oriental, seis escalones conducen a la naos tras el pronaos in antis, y finalmente otros seis escalones conducen al ádyton en la parte posterior del naos. Detrás del ádyton, separado de este por una pared, estaba el opistodomos in antis. Hay muchas ilusiones ópticas típicas del orden dórico, como por ejemplo, un fuerte estrechamiento de las columnas en los extremos (éntasis), reducción en las esquinas y ampliación de las metopas al final.
El friso dórico en la parte superior de las paredes del naos estaba compuesto por metopas que representaban a la gente, con las cabezas y las partes desnudas de las mujeres hechas de mármol de Paros y el resto de piedra local. Estas metopas datan alrededor del año 470 a. C. y son una prueba de la evolución hacia el estilo clásico. Se conservan cuatro metopas: Heracles matando a la amazona Antíope, el matrimonio de Hera y Zeus, Acteón siendo devorado por los perros de caza de Artemisa, Atenea matando al gigante Encélado, y otra metopa más fragmentada que quizás representa a Apolo y Dafne. Todas ellas se conservan en el Museo Arqueológico de Palermo.

## Galería

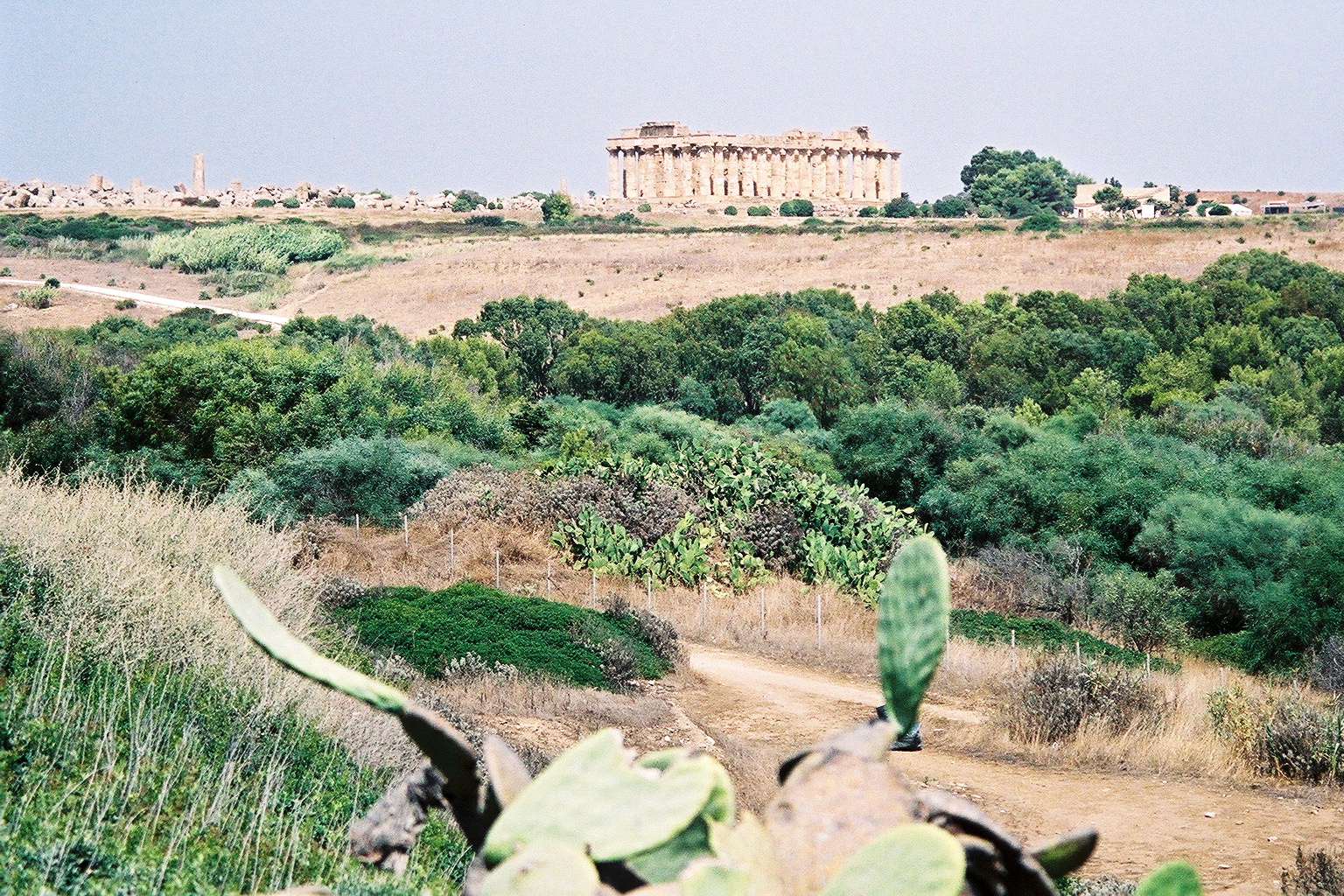
La montaña este de Selinunte con el Templo E

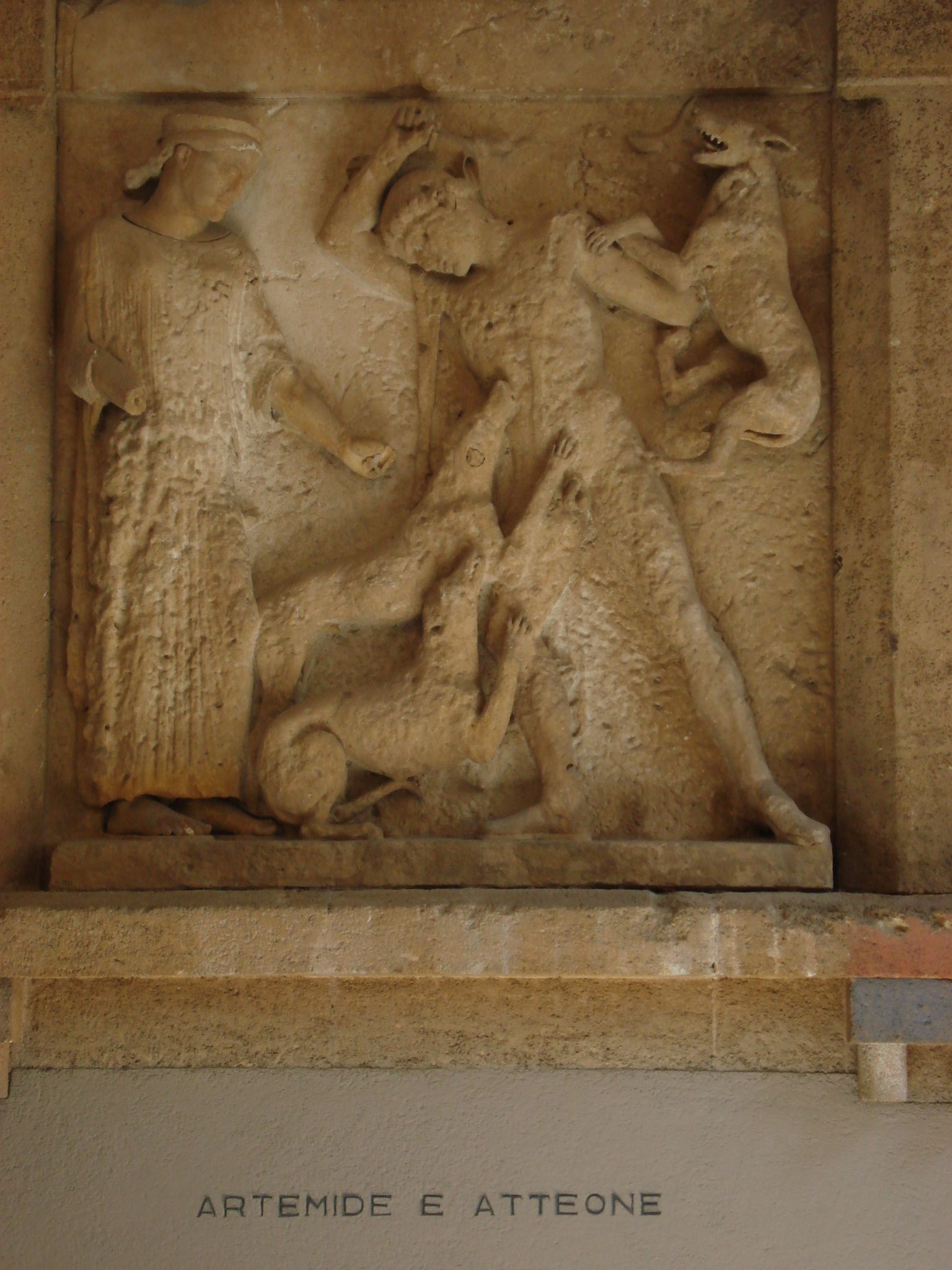
Artemisa y Acteón

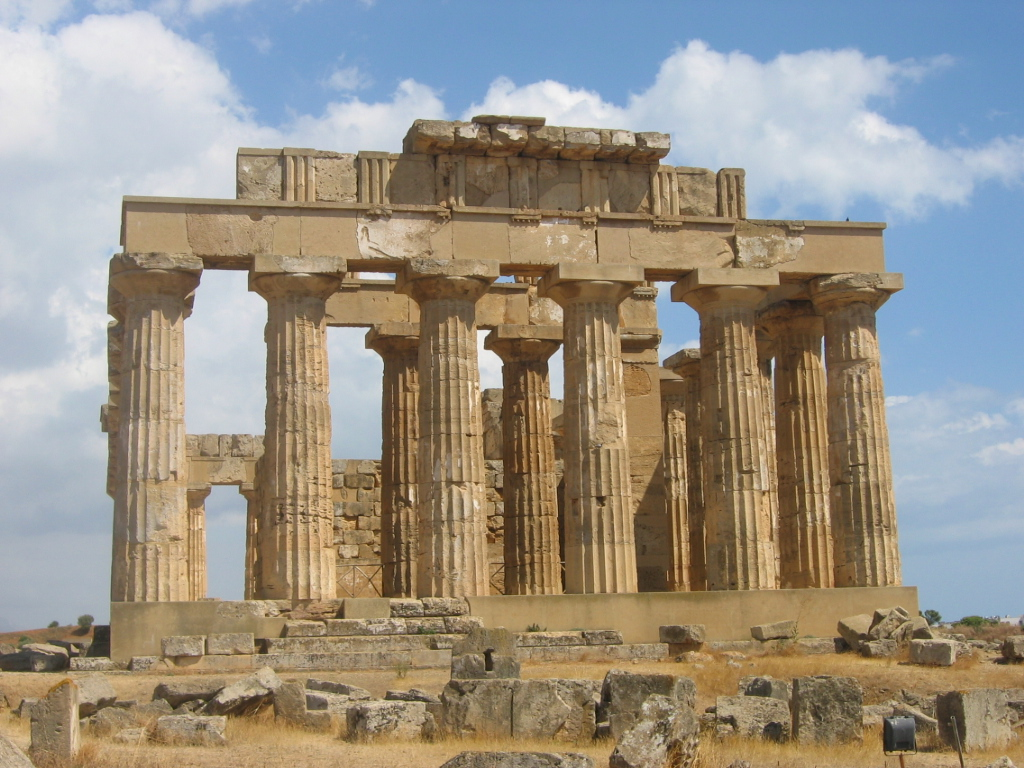
Templo E en Selinunte, Sicilia

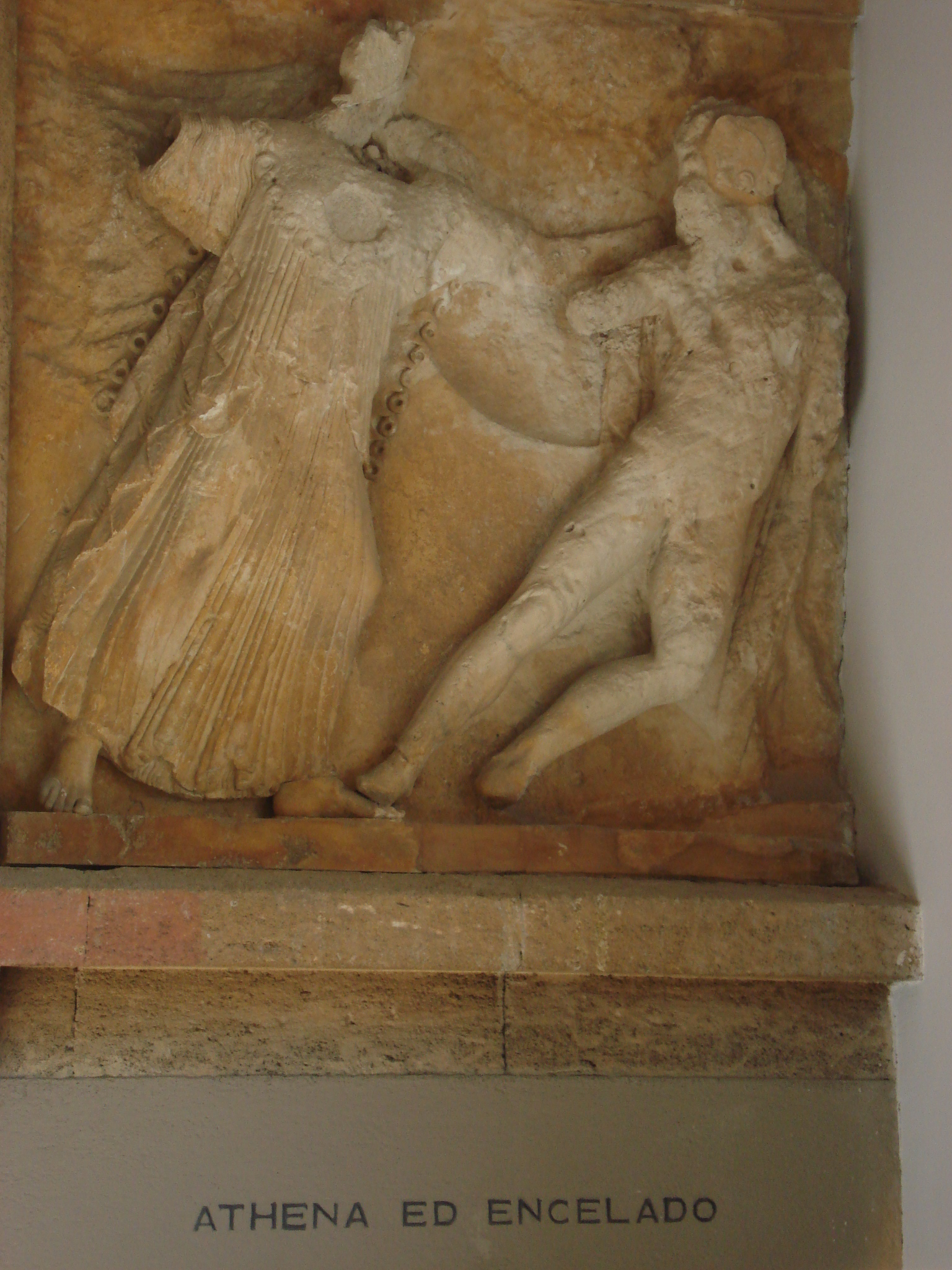
Atenea y Encélado

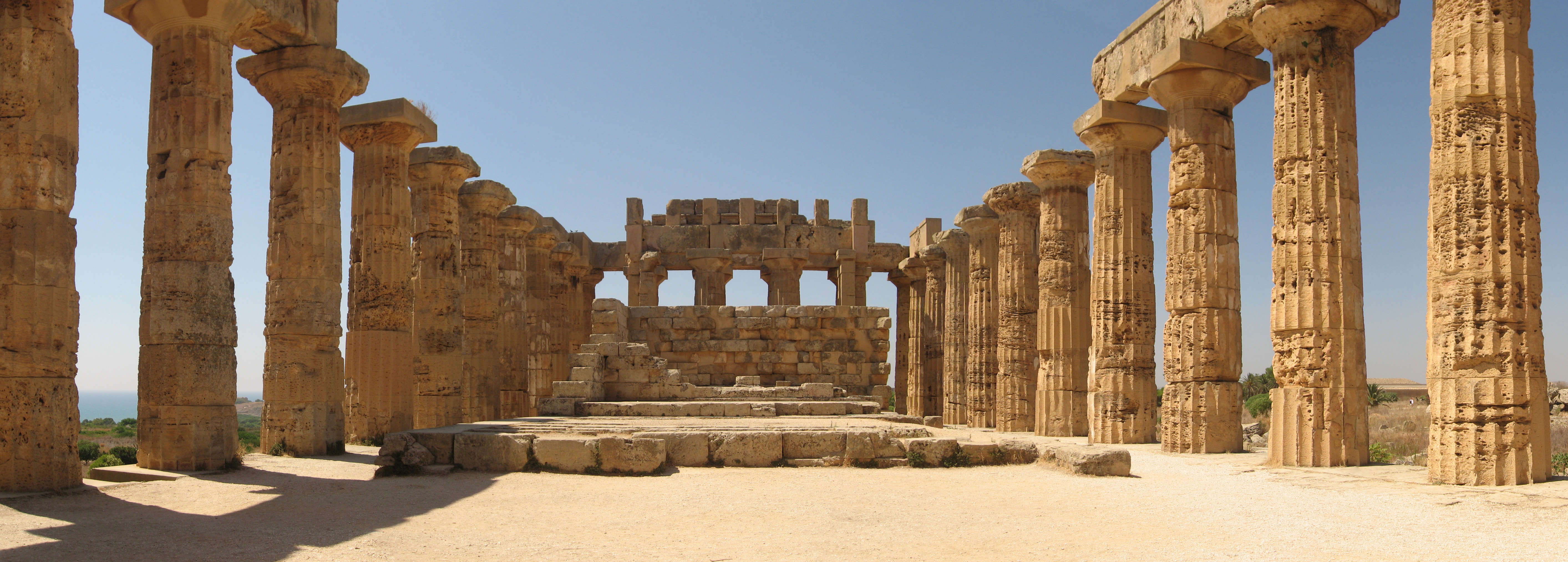
Vista del interior

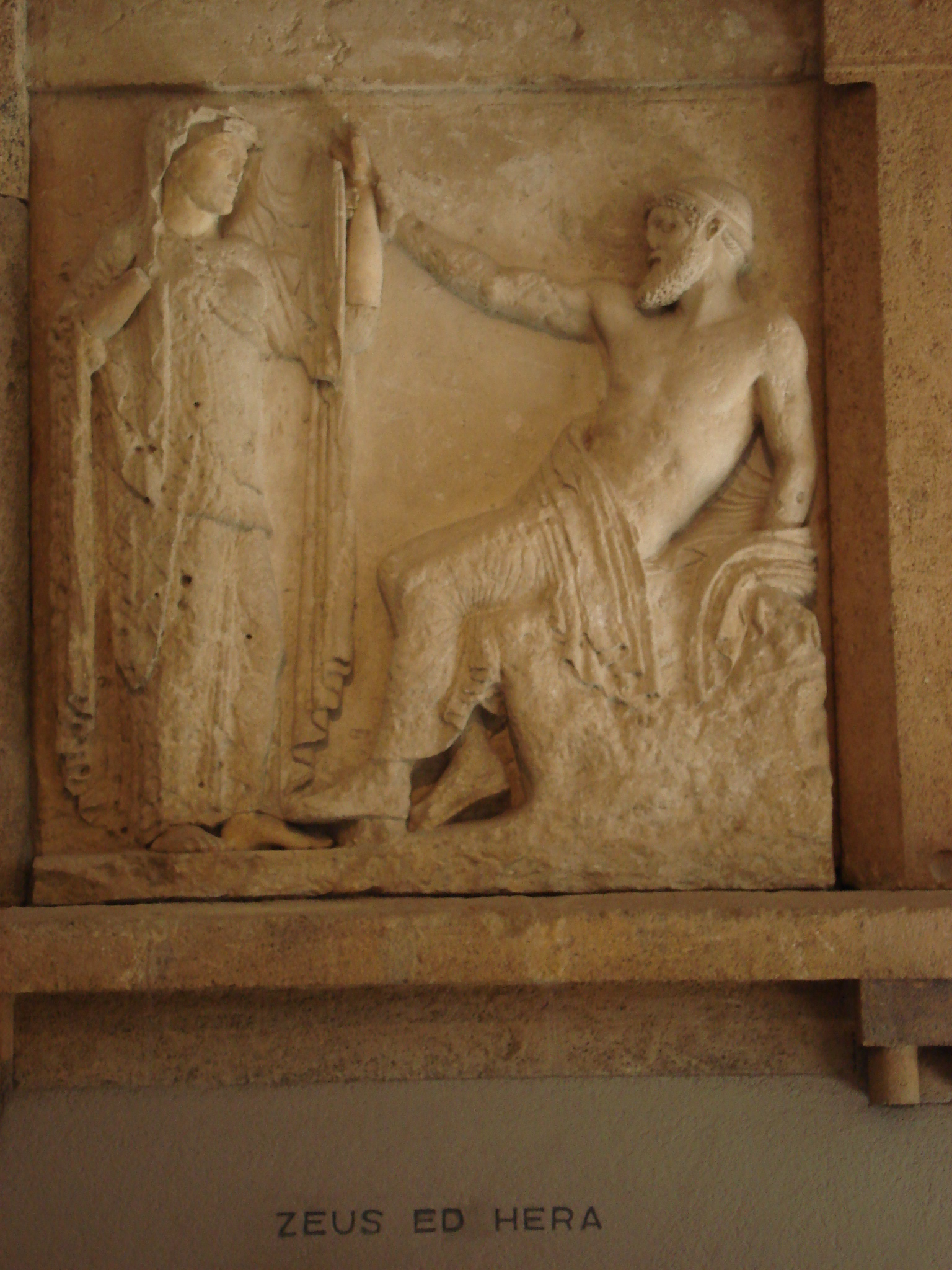
Zeus y Hera

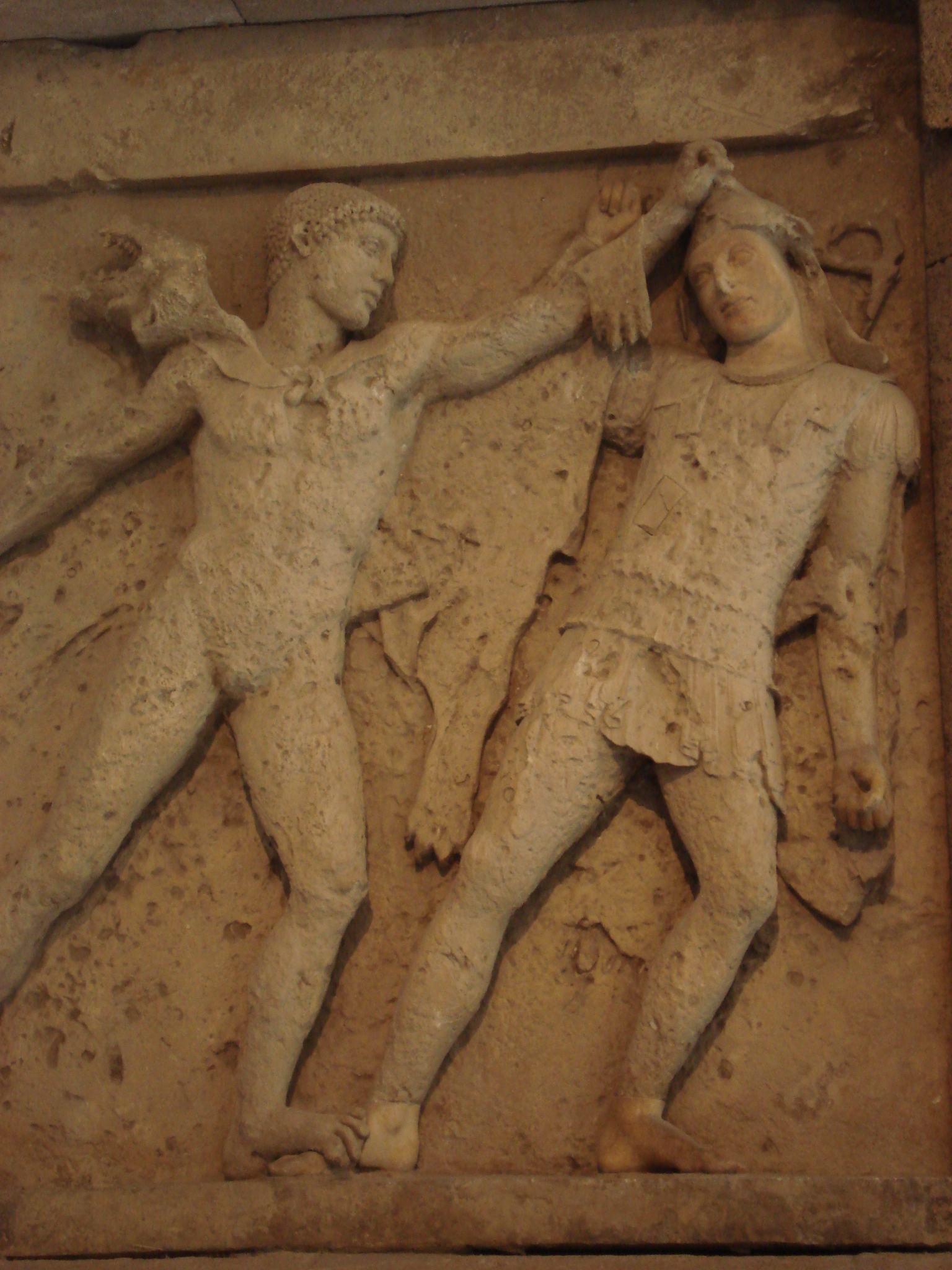
Heracles y Antíope